# Forteresse d'Užice
La forteresse d'Užice (en serbe cyrillique : Ужички Град ; en serbe latin : Užički Grad), également connue sous le nom de Stari Grad (la vieille ville), est une forteresse médiévale située sur un haut promontoire surplombant la ville d'Užice en Serbie. Pendant des siècles, elle est restée en ruines, mais fait l'objet d'un important projet de reconstruction. La première phase, la restauration de la citadelle (ville haute), a été achevée fin 2023, la rendant de nouveau accessible aux visiteurs.
La forteresse est inscrite sur la liste des monuments culturels de grande importance de la république de Serbie (identifiant no SK 367).

## Histoire

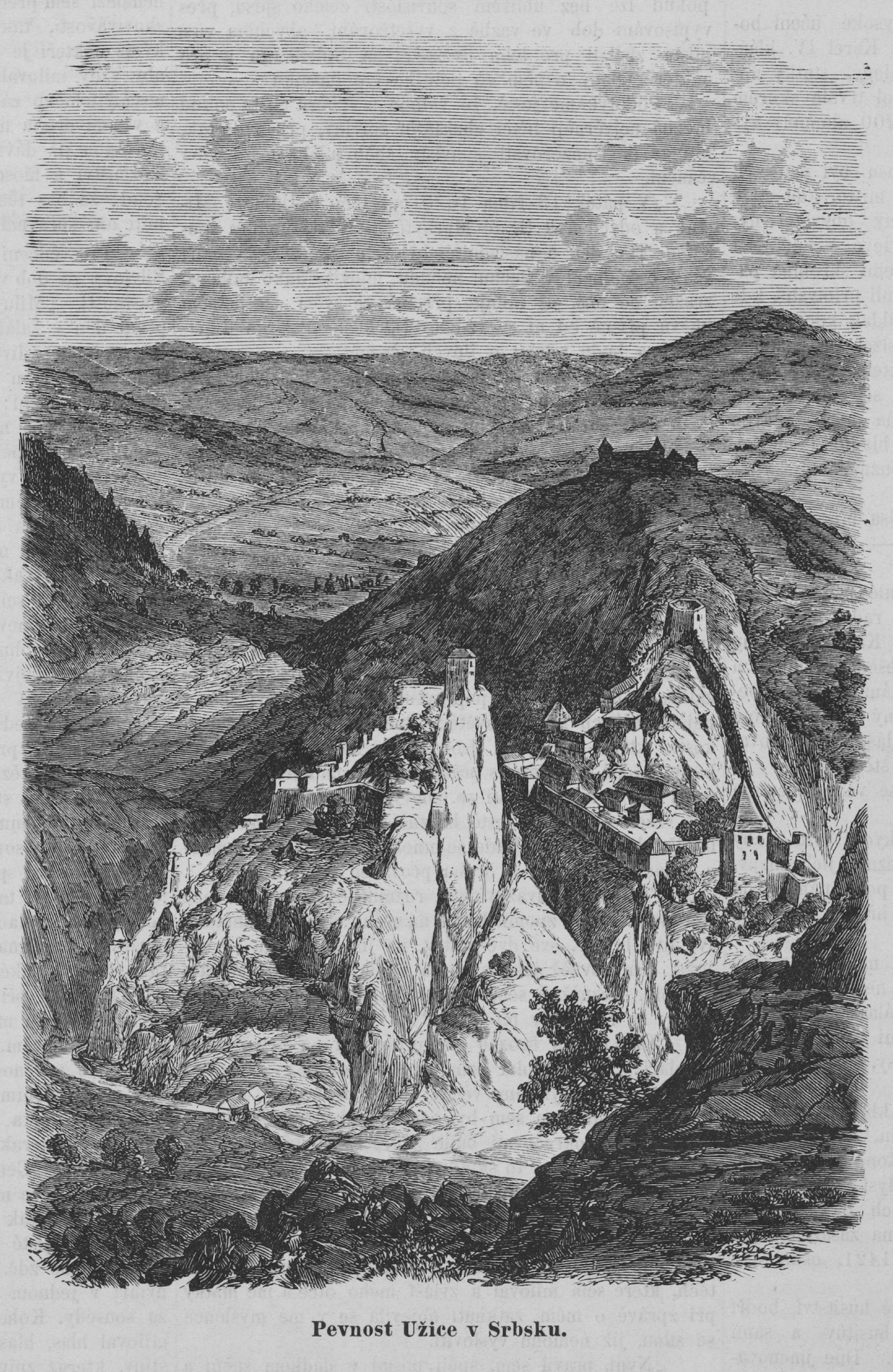
La forteresse en 1864.

La forteresse est mentionnée pour la première fois dans la seconde moitié du XIVe siècle comme une propriété du župan serbe Nikola Altomanović, membre de la dynastie des Vojinović. Elle servait à contrôler les routes commerciales et la ville d'Užice. En novembre 1373, la forteresse fut le théâtre d'un siège majeur où les forces alliées du prince serbe Lazar Hrebeljanović, du roi de Bosnie Tvrtko Ier et du roi de Hongrie Louis Ier ont vaincu Nikola Altomanović, qui fut capturé et aveuglé.
Pendant plus de cinq siècles, la forteresse fut occupée par les Ottomans. Elle fut démantelée en janvier 1863, en même temps que six autres citadelles, selon les termes du traité de paix signé par le prince Michel Obrenović lorsque les garnisons ottomanes quittèrent définitivement la Serbie. Les murs furent alors minés et en grande partie détruits.

## Reconstruction
Après des décennies de délabrement, un grand projet de reconstruction a été lancé pour préserver la forteresse et l'ouvrir au public.
- Phase 1 : La première phase, axée sur la restauration complète de la citadelle (ville haute), s'est achevée en octobre 2023. Les travaux ont inclus la conservation des murs, des recherches archéologiques et la création de sentiers et de points de vue pour les visiteurs[1].
- Phase 2 : Les travaux se poursuivent sur la ville moyenne, avec un accent particulier sur la reconstruction de la Tour de l'Eau (Vodena kula), une structure dominante de six étages[4].